# Stelis hylophila
Stelis hylophila är en orkidéart som beskrevs av Heinrich Gustav Reichenbach. Stelis hylophila ingår i släktet Stelis och familjen orkidéer. Inga underarter finns listade i Catalogue of Life.